# بول دويل (لاعب كرة قاعدة)
باول دويل (بالإنجليزية: Paul Doyle)‏ هو لاعب كرة قاعدة أمريكي، ولد في 2 أكتوبر 1939 في فيلادلفيا في الولايات المتحدة.

## وصلات خارجية
- بول دويل على موقع دوري كرة القاعدة الرئيسي (الإنجليزية)
- بول دويل على موقعبيزبول رفرنس.كوم (الدوري الرئيسي) (الإنجليزية)
- بول دويل على موقعبيزبول رفرنس.كوم (الدوري الثانوي) (الإنجليزية)